# Ентони Кени
Сер Ентони Џон Патрик Кени (енгл. Anthony John Patrick Kenny; Ливерпул, 16. март 1931) је енглески филозоф који се бави темама из филозофије духа, античке и схоластичке филозофије, Витгенштајнове филозофије и филозофије религије. Заједно са Питером Гичом (Peter Geach) дао је значајан допринос у развоју аналитичког томизма, филозофског покрета који настоји да уз помоћ метода аналитичке филозофије прикаже филозофску мисао светог Томе Аквинског тако што би разјашњавао проблематична места традиционалног томизма. Један је од старалаца Витгенштајновог писане оставштине. Бивши је председник Британске академије и тренутни председник Краљевског института за филозофију.